# Tipula protrusa
Tipula protrusa är en tvåvingeart som beskrevs av Alexander 1934. Tipula protrusa ingår i släktet Tipula och familjen storharkrankar. Inga underarter finns listade i Catalogue of Life.